# Wragby
Wragby – wieś w Anglii, w hrabstwie Lincolnshire. Leży 17 km na wschód od Lincoln i 198 km na północ od Londynu.